# Minx
Minx ("brutale meid") is het negende muziekalbum van Toyah, hier voor het eerst opererend als soloartiest. Ze verliet Safari Records en muziek/levenspartner Joel Bogen en probeerde een vastere voet te krijgen in de Verenigde Staten. De muziek was ook veranderd met meer romantischer muziek (ten opzichte van punkmuziek) en dat is op dit album waarneembaar. De punk is bijna geheel weg uit de muziek, slechts in een enkel nummer is op de achtergrond nog de specifieke stem van Toyah te horen. Ze waagde zich met dit album zelfs aan een versie van Sympathy met orkestbegeleiding, ondenkbaar in het punktijdperk. Ook toen ondenkbaar in het punktijdperk was een cover van Over 21 van George Kajanus van Sailor. America for Beginners was  origineel een hitje voor Latin Quarter.
De fans waren niet zo blij met de nieuwe weg, die Toyah in sloeg. Het album verkocht maar matig in thuisland het Verenigd Koninkrijk en ook de singles Don’t fall in love,  Soul passing through soul en World in action konden het album niet vlot trekken. Na dit album vertrok Toyah naar EG Records en CBS liet de zaak doodbloeden, reden waarom het album voor lange tijd niet meer verkrijgbaar was. Dat werd opgeheven door een heruitgave in 2005.  

## Musici
- Toyah Willcox - vocals
- Adrian Lee, Simon Darlow, Ian Wherry – toetsinstrumenten
- Al Hodge, Phil Palmer, Richard Bull - gitaar
- Andy Brown, Paul Raven – basgitaar
- Peter Van Hooke, Paul Ferguson – slagwerk
- Frank Ricotti, Joji Hirota – percussie
- John Earl, Ray Beavis – saxofoon
- Alan Carvell, Christopher Neil, Lorna Wright, Linda Taylor, John Kirby - achtergrondzang
- John McLaughlin – gitaar op "World In action Action Mix"
- The English Chorale - zang op "Space between the sounds"
- orkestarrangement Richard Hewson

## Muziek
| Nr. | Titel                                                                      | Duur |
| --- | -------------------------------------------------------------------------- | ---- |
| 1.  | Soldier of fortune, terrorist of love (Willcox, Lee)                       | 3:11 |
| 2.  | Don’t fall in love (I said) (Willcox, Darlow)                              | 3:44 |
| 3.  | Soul passing through soul (Willcox, St. James)                             | 3:42 |
| 4.  | Sympathy (Graham Stansfield, David Kassinetti, Stephen Gould, Mark Ashton) | 3:28 |
| 5.  | I’ll serve you well (Willcox, Darlow)                                      | 5:56 |
| 6.  | Over 21 (George Kajanus)                                                   | 3:17 |
| 7.  | All in a rage (Willcox, Bogen)                                             | 3:29 |
| 8.  | Space between the sounds (Willcox, Darlow)                                 | 4:33 |
| 9.  | School's out (Alice Cooper, Bruce)                                         | 3:57 |
| 10. | World in action (Harry Bogdanovs)                                          | 3:37 |
| 11. | America for beginners (Steven Skaith, Michael Jones; niet op elpee)        | 4:23 |
| 12. | Vigilante (Harry Bogdanovs; niet op elpee)                                 | 3:23 |

## Albumnotatie
Het album haalde slechts vier weken in de Britse albumlijst; het was tevens het laatste album van Toyah dat een notering haalde.
| Hitnotering: 03-08-1985 t/m 30-08-1985 | Hitnotering: 03-08-1985 t/m 30-08-1985 | Hitnotering: 03-08-1985 t/m 30-08-1985 | Hitnotering: 03-08-1985 t/m 30-08-1985 | Hitnotering: 03-08-1985 t/m 30-08-1985 | Hitnotering: 03-08-1985 t/m 30-08-1985 |
| Week:                                  | 1                                      | 2                                      | 3                                      | 4                                      |                                        |
| -------------------------------------- | -------------------------------------- | -------------------------------------- | -------------------------------------- | -------------------------------------- | -------------------------------------- |
| Positie:                               | 24                                     | 51                                     | 56                                     | 90                                     | uit                                    |